# Matteo 23

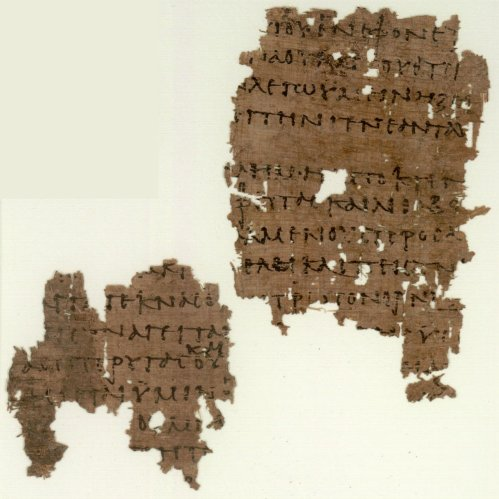
Matteo 23:,30-34 sul Papiro 77, c. 200.

Matteo 23 è il ventitreesimo capitolo del vangelo secondo Matteo nel Nuovo Testamento. Questo capitolo è quasi interamente occupato dalle accuse di Gesù ai farisei. Il capitolo è noto anche come "Le dannazioni dei farisei" o "le sette dannazioni dei farisei" i quali vengono a più riprese definiti ipocriti.

## Testo
Il testo originale era scritto in greco antico. Il capitolo è diviso in 39 versetti.

### Testimonianze scritte
Tra le principali testimonianze documentali di questo capitolo vi sono:
- Papiro 77 (~ 200; versetti 30-39)
- Codex Vaticanus (325-350)
- Codex Sinaiticus (330-360)
- Codex Bezae (c. 400)
- Codex Washingtonianus (c. 400)
- Codex Ephraemi Rescriptus (c. 450)
- Codex Purpureus Rossanensis (VI secolo)
- Codex Sinopensis (VI secolo; versetti 1-35)
- Papiro 83 (VI secolo; versetti 39)

## Contro scribi e farisei (23,1–12)
Questo attacco concentrato ai capi religiosi dell'ebraismo ed alle sue autorità si trova solo nel vangelo di Matteo, che mostra Gesù come un fiero combattente per la causa del regno dei Cieli contro l'approccio superficiale alla religione da parte degli ebrei dell'epoca.

## La denuncia contro scribi e farisei (23,13–36)
Mentre la parte precedente era diretta al popolo ed ai discepoli, qui Gesù si scaglia contro scribi e farisei nella forma dell famose "sette dannazioni", ripudiando loro come guide religiose.

### Versetto 13
“Guai a voi, scribi e farisei ipocriti, che chiudete il regno dei cieli davanti agli uomini; perché così voi non vi entrate, e non lasciate entrare nemmeno quelli che vogliono entrarci.
Alcuni manoscritti aggiungono in questo punto o dopo il versetto 12, il versetto 14: Guai a voi, scribi e farisei ipocriti, che percorrete il mare e la terra per fare un solo proselito e, ottenutolo, lo rendete figlio della Geenna il doppio di voi.
La fase di entrata nel regno dei Cieli appare tre volte nel vangelo, in Matteo 5,20, 7,21 e 18,3.

### Versetto 36
In verità vi dico: tutte queste cose ricadranno su questa generazione.
"Queste cose" nel testo originale greco è indicato come ταῦτα πάντα (tauta panta), mentre nel Textus Receptus ed in altre edizione è πάντα ταῦτα (panta tauta), comunque non mutando il senso della frase.

## Il fato di Gerusalemme
L'ultima parte del capitolo è l'inevitabile conclusione dell'ipocrisia dei capi religiosi degli ebrei che rendono totalmente colpevole Israele di aver rifiutato il messaggero di Dio, il Messia: Gerusalemme ha rifiutato tutte le ultime chiamate di Dio ed i messaggeri venuti per giudicarla.

### Versetto 39
"Vi dico infatti che non mi vedrete più finché non direte: Benedetto colui che viene nel nome del Signore!»"
Citando il Salmo 118,26, facendo eco a Matteo 21,19.